# Gore, Etiopia
Gore este un oraș din Etiopia. Conform recensământului din 2005, Gore are 12.708 locuitori dintre care 6.125 bărbați și 6.583 femei.